# 伊東宇佐美テレビ中継局
伊東宇佐美テレビ中継局（いとううさみテレビちゅうけいきょく）は、静岡県伊東市に置かれているテレビ中継局。

## 所在地
- 伊東市宇佐美（田代山）[1][2][3][4][5]

## 中継局概要

### デジタルテレビ放送
| リモコン 番号 | 放送局名            | チャンネル 番号 | 空中線 電力 | ERP   | 偏波面   | 放送対象地域 | 放送区域 内世帯数 | 運用開始日     |
| ------------- | ------------------- | --------------- | ----------- | ----- | -------- | ------------ | ----------------- | -------------- |
| 1             | NHK静岡 総合        | 35              | 300mW       | 950mW | 垂直偏波 | 静岡県       | 約3,900世帯       | 2010年12月24日 |
| 2             | NHK静岡 教育        | 37              | 300mW       | 950mW | 垂直偏波 | 全国         | 約3,900世帯       | 2010年12月24日 |
| 4             | SDT 静岡第一テレビ  | 50              | 50mW        | 180mW | 垂直偏波 | 静岡県       | 約3,300世帯       | 2010年12月27日 |
| 5             | SATV 静岡朝日テレビ | 36              | 50mW        | 190mW | 垂直偏波 | 静岡県       | 約3,300世帯       | 2010年12月27日 |
| 6             | SBS 静岡放送        | 38              | 50mW        | 190mW | 垂直偏波 | 静岡県       | 約3,300世帯       | 2010年12月27日 |
| 8             | SUT テレビ静岡      | 48              | 50mW        | 180mW | 垂直偏波 | 静岡県       | 約3,300世帯       | 2010年12月27日 |

#### 放送エリア
- 伊東市の一部[3][4][5]

#### 歴史
- 予備免許交付
  - 2010年11月25日 - NHK[3]
  - 2010年12月9日 - 在静民放局[4]
- 試験放送開始
  - 2010年11月29日 - NHK
  - 2010年12月14日 - 在静民放局
- 2010年12月22日 - NHK・在静民放局ともに本免許交付[5]
- 本放送開始
  - 2010年12月24日 - NHK[1]
  - 2010年12月27日 - 在静民放局[1]

#### 補足
- 在静民放局はデジタル新局として開局した。

### アナログテレビ放送
| チャンネル 番号 | 放送局名     | 空中線 電力       | ERP                 | 偏波面   | 放送対象地域 | 放送区域 内世帯数 | 運用開始日    |
| --------------- | ------------ | ----------------- | ------------------- | -------- | ------------ | ----------------- | ------------- |
| 52              | NHK静岡 教育 | 映像3W/ 音声750mW | 映像10.5W/ 音声2.6W | 垂直偏波 | 全国         | 約-世帯           | 1970年3月21日 |
| 54              | NHK静岡 総合 | 映像3W/ 音声750mW | 映像10.5W/ 音声2.6W | 垂直偏波 | 静岡県       | 約-世帯           | 1970年3月21日 |

- 全局2011年7月24日の正午をもって放送終了。
- なお、在静民放局にはチャンネルが割り当てられていなかった。